# Vodní mlýn v Salajně
Vodní mlýn v Salajně (Gahmühle) v Dolním Žandově je vodní mlýn v okrese Cheb, který stojí na Šitbořském potoce. Je chráněn jako nemovitá kulturní památka České republiky.

## Historie

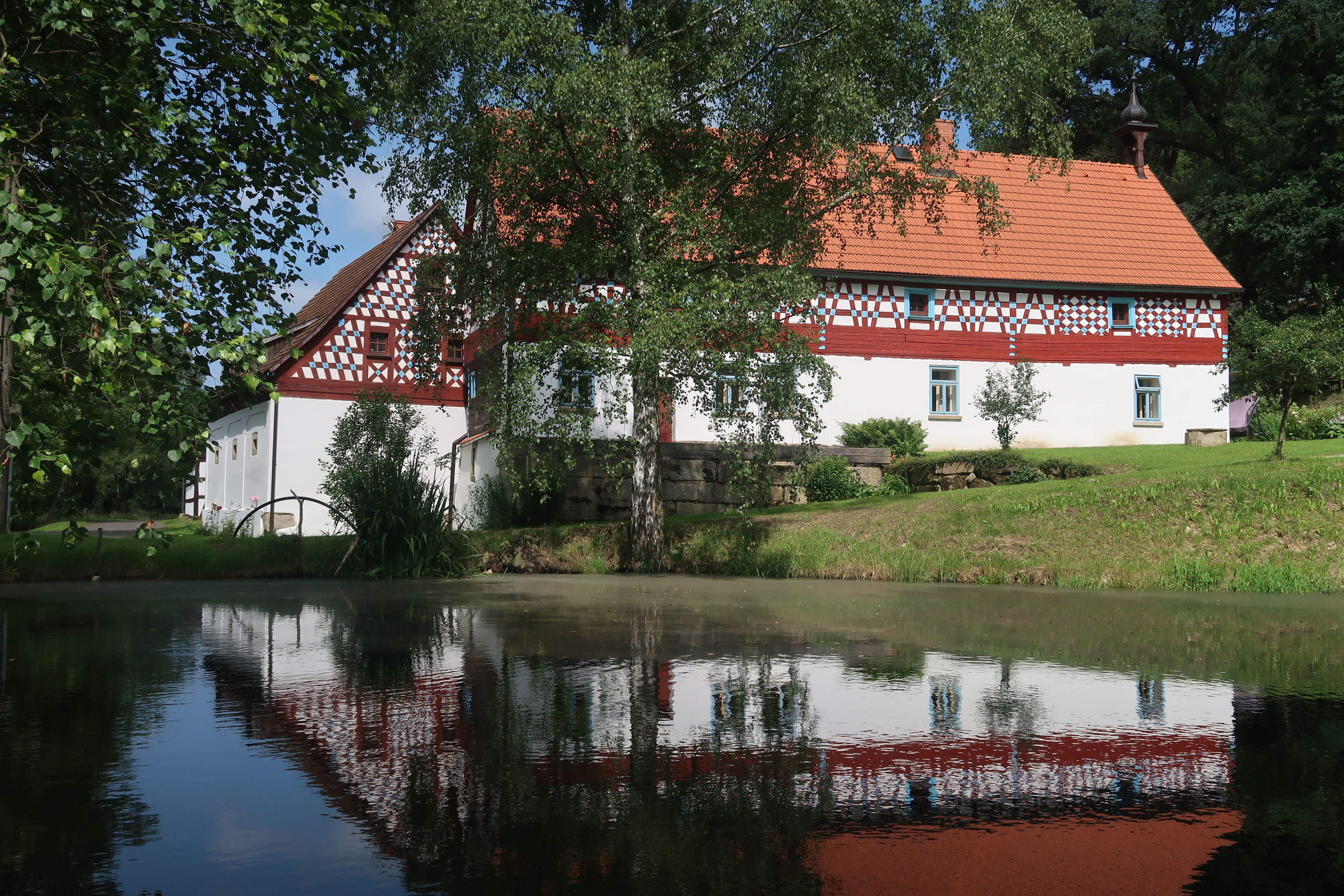
Vodní mlýn v Salajně

Vodní mlýn Gahmühle byl spolu s hospodářským dvorem založen v 17. století na břehu Šitbořského potoka uprostřed vsi Salajna. Při přestavbě ve 2. polovině 18. století získal hrázděné štíty. Později vznikla u mlýna pila s katrem. Jedná se o typický chebský uzavřený hrázděný statek franckého typu.

## Popis
Mlýnice a dům jsou pod jednou střechou, ale dispozičně oddělené. Budovy jsou jednopatrové, částečně zděné, roubené a hrázděné.
Voda vedla k mlýnu náhonem. V roce 1930 měl tři vodní kola na svrchní vodu o průtoku 0,05, 0,06 a 0,1 m³/s, spádu 3,6, 3,5 a 3,3 metru a výkonu 2,9 HP.
Pila a vodní kola zanikly. Z pily se dochoval pouze betonový sokl katru v novém rybníčku před mlýnem, založeném na jejím místě.